# Saint-Martin-d'Écublei
Saint-Martin-d'Écublei là một xã ở tỉnh Orne Hauts-de-France tây bắc nước Pháp. Xã Saint-Martin-d'Écublei nằm ở khu vực có độ cao trung bình 210 mét trên mực nước biển.